# Кубе, Хорст
Хорст Кубе (нем. Horst Kube; 19 сентября 1920, Берлин — 18 октября 1976, Берлин) — немецкий актёр театра, кино и телевидения.

## Биография
Работал на судостроительной верфи. Участник Второй мировой войны, служил в Кригсмарине Третьего рейха.
После окончания войны выступал в кабаре и в эпизодических ролях в театрах. Учился актёрскому мастерству у Гарри Бербера. С 1953 — актёр театров Берлина, Потсдама и Франкфурта-на-Одере, позже — служил в театре Берлинер ансамбль и Фридрихштадтпаласт.
С середины 1950-х годов Кубе входил в актёрский коллектив DEFA, с 1954 —играл в кино на небольших второстепенных ролях, в основном, у режиссёра Курта Метцига.
Работал на телевидении ГДР — Deutscher Fernsehfunk.
Участвовал в короткометражных сатирических художественных фильмах из серии «Stacheltier», а также в телевизионных постановках DFF (Deutscher Fernsehfunk).
Хорст Кубе был женат и имел двух дочерей.

## Фильмография
- 1954 — Сильнее ночи / Stärker als die Nacht
- 1954 — Опасный груз / Gefährliche Fracht — О’Брайен
- 1954 — Сигнальные огни / Leuchtfeuer — на борту «Акры»
- 1955 — Эрнст Тельман — вождь своего класса / Ernst Thälmann — Führer seiner Klasse (ГДР)
- 1956 — Берлинский роман / Eine Berliner Romanze (Германия) — Макс
- 1956 — Две матери /Zwei Mütter
- 1956 — Три девушки / Drei Mädchen im Endspiel — зритель
- 1957 — Восточный экспресс / Polonia-Express
- 1957 — Не покидайте мою Траудель / Vergesst mir meine Traudel nicht
- 1957 — След в ночи / Spur in die Nacht — молодой шпион
- 1957 — Афера в казино / Spielbank-Affäre — Генри
- 1958 — Эскадрилья «Летучая мышь» / Geschwader Fledermaus
- 1958 — Песня матросов / Das Lied der Matrosen
- 1958 — Швед-лотерейщик / Der Lotterieschwede
- 1959 — До удара молнии / Bevor der Blitz einschlägt
- 1959 — По особому заданию / Im Sonderauftrag — Лутц, ефрейтор
- 1960 — Болотная собака / Der Moorhund
- 1960 — Жизнь начинается / Das Leben beginnt
- 1961 — Мамаша Кураж и её дети / Mutter Courage und ihre Kinder — солдат
- 1961 — Отпуск без тебя / Urlaub ohne Dich
- 1961 — Совесть пробуждается / Gewissen in Aufruhr
- 1962 — Красная Шапочка / Rotkäppchen
- 1962 — Мёртвые не говорят / Tote reden nicht
- 1964 — Приключения Вернера Хольта / Die Abenteuer des Werner Holt — унтер-офицер Бёк
- 1965 — Сыновья Большой Медведицы / Die Söhne der großen Bärin — Томас
- 1966 — Чёрная пантера — Пауль
- 1967 — Встречи / Begegnungen — полицейский
- 1967 — Забавные проделки язычников из Куммерова / Die Heiden von Kummerow und ihre lustigen Streiche
- 1967 — Знамя Кривого Рога / Die Fahne von Kriwoj Rog
- 1967 — След Сокола / Spur des Falken — Чет
- 1967 — Хлеб и розы / Brot und Rosen — Бёрнер
- 1969 — Смертельная ошибка / Tödlicher Irrtum
- 1972 — Гусары в Берлине / Husaren in Berlin — Оскар
- 1972 — Текумзе / Tecumseh — Старый Хантер
- 1972 — Ловкость рук, Ваше Величество! – отец Кезебьерв
- 1973 — Апачи / Apachen — золотоискатель
- 1973 — Телефон полиции — 110 (эпизод In der selben Nacht)  — герр Лангер

## Радиопостановки
- 1959 — Ferien mit Ebbo Каспера Германа (режиссёр Теодор Попп) — Шольтис, тракторист
- 1960 — Ein Arzt unterwegs Йоахима Голля (режиссёр Хельмут Хелльшторфф) — бригадир Цайдлер
- 1963 — Берлин, Александерплац Альфреда Дёблина (режиссёр Ханс Кнёцш)
- 1963 — Eine kleine Hausmusik Йоахима Голля (режиссёр Ханс Кнёцш)
- 1973 — Zwecks Freizeitsgestaltung Вильгельма Хампеля (режиссёр Йоахим Гюртнер) — альпинист

## Озвучивание
- 1951 — Утро над Родиной — Ахмед (Нейчо Попов)